# 皮特·布伦南
彼得·约瑟夫·布伦南（英語：Peter Joseph Brennan，1936年9月23日—2012年6月8日），美国NBA联盟前职业篮球运动员。他在1958年的NBA选秀中第1轮第4顺位被纽约尼克斯选中。